# Lee Winter
Lee Winter (geboren in Christchurch, Neuseeland) ist das Pseudonym einer australischen Journalistin und Schriftstellerin. Sie schreibt vorwiegend lesbische Liebesromane, oft verbunden mit einer Krimi-Handlung.

## Leben
Lee Winter wuchs an der Gold Coast in Queensland auf. Sie arbeitete zunächst rund 30 Jahre als Journalistin, unter anderem als Gerichtsreporterin, bevor sie im Jahr 2015 mit The Red Files ihren ersten Roman veröffentlichte. 2016 erschien Requiem for Immortals. Beide Romane wurden nachfolgend für den Lambda Literary Award for Lesbian Mystery nominiert und gewannen den Golden Crown Literary Society Award in der Kategorie Mystery/Thriller. Als im Jahr 2016 die Tageszeitung veräußert und die Belegschaft freigestellt wurde, für die sie 28 Jahre lang gearbeitet hatte, zuletzt als Sub-editor (Lektorin), widmete sie sich vollständig dem Schreiben. Sie arbeitet daneben gelegentlich weiter als Lektorin.
Viele ihrer Romane spielen aufgrund ihrer langjährigen Berufserfahrung im journalistischen Milieu und behandeln Themen aus den Bereichen Medien, Politik und Strukturen der Macht. Im Jahr 2023 veröffentlichte Winter eine neue Buchreihe, The Villains, mit The Fixer als erstem Titel. Dem Magazin Afterellen zufolge brach das Buch vor Erscheinen den Vorbestellungsrekord des Verlags Ylva Publishing. Das im selben Jahr veröffentlichte Chaos Agent setzte die Erzählung von The Fixer fort. Mit dem 2024 erschienenen Vengeance Planning for Amateurs besann sich Winter eigenen Aussagen zufolge auf ihre humoristischen Wurzeln zurück. Zur Zeit ihrer hauptberuflichen Tätigkeit als Journalistin schrieb sie unter anderem eine wöchentliche Humor-Kolumne.

## Preise
- 2016: Golden Crown Literary Society Award in der Kategorie Mystery/Thriller für The Red Files
- 2017: Golden Crown Literary Society Award in der Kategorie Mystery/Thriller für Requiem for Immortals
- 2018: Golden Crown Literary Society Award in der Kategorie Science Fiction/Fantasy für Shattered
- 2021: Golden Crown Literary Society Award in der Kategorie Romantic Blend für Hotel Queens
- 2023: Alice B Award[12]

## Publikationen

### Romane
Reihe Aus dem Newsroom / On the Record
- The Red Files. Band 1. (2015) 2. Auflage. Ylva Publishing, Kriftel 2021, ISBN 978-3-96324-534-3.
  - Das Geheimnis der roten Akten. Band 1. Ylva-Verlag, Kriftel 2019, ISBN 978-3-96324-555-8.
- Under Your Skin. Band 2. Ylva Publishing, Kriftel 2018, ISBN 978-3-96324-026-3.
  - Unter die Haut. Liebe, Verschwörung und eine fast geplatzte Hochzeit. Band 2. Ylva-Verlag, Kriftel 2019, ISBN 978-3-96324-821-4.

Reihe The Villains series
- The Fixer. Band 1. Ylva Publishing, Kriftel 2023, ISBN 978-3-96324-746-0.
- Chaos Agent. Band 2. Ylva Publishing, Kriftel 2023, ISBN 978-3-96324-749-1.

Einzelwerke
- Requiem For Immortals. Ylva Publishing, Kriftel 2016, ISBN 978-3-95533-710-0.
  - Requiem mit tödlicher Partitur. Ylva-Verlag, Kriftel 2017, ISBN 978-3-95533-914-2.
- Shattered. Ylva Publishing, Kriftel 2017, ISBN 978-3-95533-563-2.
  - Shattered – Zerbrochen. Ylva-Verlag, Kriftel 2023, ISBN 978-3-96324-850-4.
- The Brutal Truth. Ylva Publishing, Kriftel 2017, ISBN 978-3-95533-898-5.
  - Nichts als die ungeschminkte Wahrheit. Ylva-Verlag, Kriftel 2020, ISBN 978-3-96324-229-8.
- Breaking Character. Ylva Publishing, Kriftel 2018, ISBN 978-3-96324-113-0.
  - Aus der Rolle gefallen. Ylva-Verlag, Kriftel 2019, ISBN 978-3-96324-259-5.
- Changing The Script. Ylva Publishing, Kriftel 2019, ISBN 978-3-96324-296-0.
  - Happy End am Ende der Welt. Ylva-Verlag, Kriftel 2020, ISBN 978-3-96324-437-7.
- Hotel Queens. Ylva Publishing, Kriftel 2020, ISBN 978-3-96324-457-5.
  - Ein Hotel und zwei Rivalinnen. Ylva-Verlag, Kriftel 2022, ISBN 978-3-96324-630-2.
- The Awkward Truth. Ylva Publishing, Kriftel 2021, ISBN 978-3-96324-583-1.
  - Nichts als die unbequeme Wahrheit. Ylva-Verlag, Kriftel 2023, ISBN 978-3-96324-811-5.
- Vengeance Planning for Amateurs. Ylva Publishing, Kriftel 2024, ISBN 978-3-96324-865-8.

### Kurzerzählungen
- Love is Nothing. E-Book. Ylva Publishing, Kriftel 2017, ISBN 978-3-95533-872-5.
  - Liebe ist so viel mehr. E-Book. Ylva-Verlag, Kriftel 2020, ISBN 978-3-96324-382-0.
- Flashbang. In: Astrid Ohletz und Jae (Hrsg.): Berührt von ihr. Band 2. Ylva-Verlag, Kriftel 2020, ISBN 978-3-96324-320-2, S. 41–64.
- Sliced Ice: Lee Winter's Iconic Ice Queens. Ylva Publishing, Kriftel 2021, ISBN 978-3-96324-530-5.